# Romance à Rio
Pour plus de détails, voir Fiche technique et Distribution.
Romance à Rio (Romance on the High Seas) est un film musical américain de Michael Curtiz, sorti en 1948.

## Fiche technique
- Titre original : Romance on the High Seas
- Titre français : Romance à Rio
- Réalisation : Michael Curtiz, Busby Berkeley
- Scénario : Julius J. Epstein et Philip G. Epstein d'après une histoire de Carlos A. Olivari et Sixto Pondal Ríos
- Dialogues : I. A. L. Diamond
- Direction artistique : Anton Grot
- Décorateur de plateau : Howard Winterbottom
- Costumes : Milo Anderson
- Maquillage : Perc Westmore
- Photographie : Elwood Bredell
- Montage : Rudi Fehr
- Musique : Ray Heindorf et Oscar Levant
- Direction musicale : Leo F. Forbstein
- Chorégraphie : Busby Berkeley
- Production : 
  - Producteur : Michael Curtiz et Alex Gottlieb
  - Producteur associée : George Amy
- Société de production et de distribution : Warner Bros.
- Pays de production :  États-Unis
- Année : 1948
- Langue originale : anglais
- Format : couleur (Technicolor) – 35 mm – 1,37:1 – mono (RCA Sound System)
- Genre : film musical et comédie romantique
- Durée : 99 minutes
- Date de sortie :
  - États-Unis : 3 juillet 1948

## Distribution
- Jack Carson : Peter Virgil
- Janis Paige : Elvira Kent
- Don DeFore : Michael Kent
- Doris Day : Miss Georgia Garrett
- Oscar Levant : Oscar Farrar
- S.Z. Sakall : Oncle Lazlo Lazlo
- Fortunio Bonanova : Plinio
- Eric Blore : Le docteur du bateau
- Franklin Pangborn : Le commis d'hôtel
- Leslie Brooks : Miss Medwick
- Avon Long : un chanteur

Et, parmi les acteurs non crédités :
- John Alvin : Charles
- Douglas Kennedy : Le vendeur de voitures
- Grady Sutton : L'opérateur-radio du bateau